# Culture du Sénégal
La culture du Sénégal, en Afrique de l'Ouest, désigne d'abord les pratiques culturelles de ses 18 032 473 d'habitants au début des années 2020.
Des villages les plus isolés aux lieux branchés de Dakar la capitale, la culture sénégalaise se caractérise notamment par son goût pour les sports traditionnels, la musique, la danse, le vêtement, le travail créatif et ingénieux de tout matériau à portée de main, les moments de convivialité liés aux repas et les fêtes, sans oublier – de l'arbre à palabres aux téléphones mobiles –, un attrait indéniable pour l'échange et la communication orale.

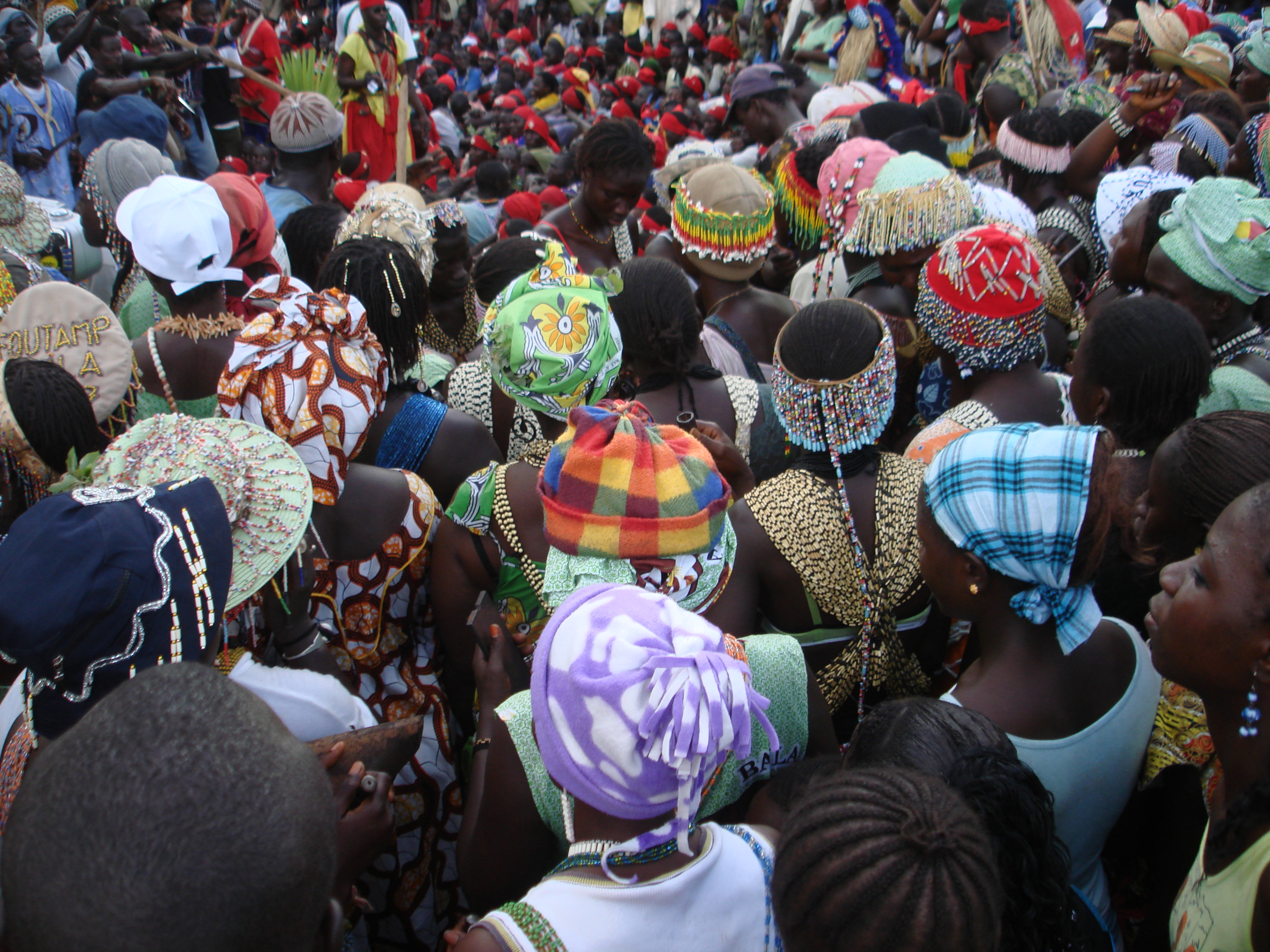
Les couleurs de la tradition (boukout de Baïla, 2007)

## Peuples, langues, cultures

### Langues
Les langues officielles du Sénégal sont le français, utilisé par l'État, l'administration, l'enseignement, les médias, le monde des affaires est le wolof. Cependant, les sénégalais s'expriment aussi dans près de 40 autres idiomes selon les régions, voire selon les villages. Sur l’ensemble des vingt-et-une langues nationales codifiées, seuls le wolof, le peul, le sérère et le mandinka sont parlés par plus d’un million de locuteurs. L'arabe est aussi présent dans le pays, où 94 % des Sénégalais sont musulmans.

## Langue
Le Sénégal, faisant partie des pays d'Afrique colonisés par la France, utilise le français comme langue officielle. C'est la langue utilisée dans l'administration, les affaires et l'enseignement. En dehors de ces dernières, elle est souvent utilisée par certaines familles dans les villes (comme Dakar) pour permettre à leurs enfants de se familiariser avec la langue, afin de mieux entamer le cursus scolaire. Par contre, dans certains des villes et villages reculés, le français est moins utilisé. Le wolof est le dialecte le plus utilisé (80 % des sénégalais comprennent le wolof).

### Peuples
Les groupes ethniques les plus représentés au Sénégal sont les Wolofs, les Peuls, les Sérères et les Diolas, principalement en Casamance dans le sud du pays, auxquels s'ajoutent les Malinkés du sud-est et les Soninkés, très présents dans la haute vallée du fleuve Sénégal, ainsi que les populations mancagnes. Héritage de la colonisation française (Empire colonial français), le français est la langue officielle. Plusieurs langues locales ont le statut de langues nationales.

## Traditions

### Religion(s)
Les Sénégalais sont musulmans dans leur très grande majorité (plus de 95 %). Le christianisme (5 %) – généralement le catholicisme – est pratiqué parmi les Sérères, Diolas et les Manjaques. Les croyances traditionnelles perdurent néanmoins, à travers des pratiques telles que le ndut ou le boukout.
- Généralités
  - Religions traditionnelles africaines, Animisme, Fétichisme, Esprit tutélaire, Mythologies africaines
  - Religion en Afrique, Christianisme en Afrique, Islam en Afrique
  - Islam radical en Afrique noire
  - Anthropologie religieuse
- Situation au Sénégal, religions et croyances au Sénégal
  - Islam au Sénégal (90-94 %), Mouridisme (Touba (Sénégal), Porokhane), Tijaniyya (Madina Gounass), Qadiriyya, Layène, en évolution[4]
  - Christianisme (5-7 %), Cathédrale du Souvenir africain de Dakar, Église protestante du Sénégal
  - Religion sérère, Ndut, Saltigué
  - Animisme (1 %, officiellement), dont fétichisme, maison des esprits[5]
  - Hindouisme

### Symboles
- Armoiries du Sénégal (1965)
- Drapeau du Sénégal (1960)
- Le Lion rouge, hymne national (1960)
- Un peuple, un but, une foi, devise nationale
- Emblème animal, le lion
- Distinctions au Sénégal

### Folklore et Mythologie
- Mame Ndiare[6]
- Niasse
- Contes et mythes wolof[7]
- Légendes[8]
- Mythologies en Afrique de l'Ouest

### Pratiques
Les pratiques sociales, rituels et événements festifs révèlent ( pour partie ) du patrimoine culturel et immatériel de l'humanité.

### Fêtes
- Fêtes et jours fériés au Sénégal[9]
- Tabaski
- Magal
- Maouloud
- Tamkharit

## Vie sociale

### Famille
Comme par tout ailleurs, la famille reste le principal facteur qui lie les sénégalais. C'est grâce à cette famille que les citoyens sénégalais vivent en parfaite harmonie malgré toutes les difficultés que ce soient économiques, sanitaires que rencontre le pays .
Dans une famille sénégalaise traditionnelle, plusieurs générations vivent sous le même toit : le chef de famille (pour désigner le père), est dans la plupart des cas polygame, et donc ses femmes et leurs enfants mais aussi parfois les tantes, les cousines, les oncles et souvent les grands-parents lorsque ceux-ci sont très vieux. Tous les membres de la famille obéissent et exécutent ses ordres (les réglés établies par le père), ou par le grand-père. Aucun enfant ne peut prendre une décision sans en discuter avec le père, celle-là (la décision) ne sera exécutable que si le père donne son approbation. De plus, il faut noter qu'un très grand respect est porté aux Anciens et aux personnes plus âgées que soi.
- notion de mbokk (parenté, en wolof)

#### Noms
- Nom de famille, Nom personnel

### Société
Au Sénégal, les traditions sociales sont d’abord caractérisées par l’esprit collectif et la Teranga, cette hospitalité est reconnue partout dans le monde. La Teranga désigne cet accueil de l’Autre extrêmement chaleureux qui fait qu’on se sent intégré instantanément.[Interprétation personnelle ?]
Traditionnellement, le respect de la parole et de la fonction sociale qui revient à chacun permet aux hommes et femmes de vivre en harmonie.
- Palabre, Arbre à palabres

### Droit
- Droit sénégalais
- Droits de l'homme au Sénégal
- Minorités sexuelles et de genre au Sénégal
- Histoire des femmes au Sénégal
- Syndicalisme au Sénégal
- Corruption au Sénégal (en)
- Rapport Sénégal 2016-2017 d'Amnesty International

### État
- Histoire du Sénégal
- Politique au Sénégal
- Liste des guerres impliquant le Sénégal (en)
- Liste de conflits au Sénégal (en)
- Forces armées du Sénégal

## Arts de la table, gastronomie

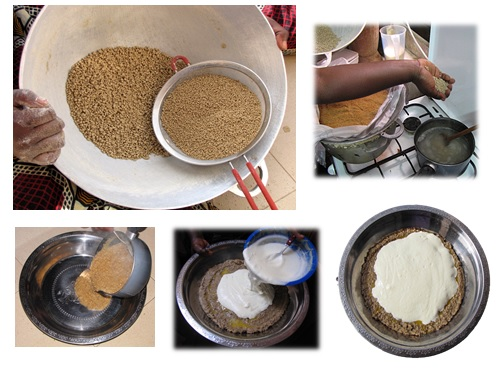
Préparation du lakh

### Cuisine
- Thiéboudiène, Thiéré, Cymbium olla, Dibi, Mafé, Mbaxal, Ngalakh, Riz wolof, Souppou Kadja, Kaldou, Rouy, Domoda, Gallakh, Thiakry, Lakh, Fondé, Thiou, Sauce gombo, Yassa (plat)

### Boissons
- Eau, plate ou gazeuse
- Sodas
- Jus de fruits : Bissap (hibiscus), dakhar (tamarin), gingembre, bouye (baobab), kinkeliba, mangue, papaye, goyave
- Lait en poudre importé
- Thé, Café, Café Touba, Ataya (thé vert, voir culture sénégalaise du thé)
- Bière traditionnelle pombe (banane, millet...), ou bière industrielle, locale ou importée, Gazelle, Flag
- Vin de palme
- Peu de boissons distillées locales (manioc, banane, millet, canne à sucre), par interdit religieux

## Santé
- Santé au Sénégal
- Accès à l'eau saine

## Sports
- Sport au Sénégal, Sports au Sénégal
- Sportifs sénégalais, Sportives sénégalaises
- Sénégal aux Jeux olympiques
- Sénégal aux Jeux paralympiques
- Jeux de la francophonie
- Jeux africains ou Jeux panafricains, depuis 1965, tous les 4 ans (...2011-2015-2019...)
- Navétanes (sport)

### Arts martiaux
- Liste des luttes traditionnelles africaines par pays
- Laamb
- Mkazo Ncha Shikana
- N’oboro
- Olva

## Médias
En 2016, le classement mondial sur la liberté de la presse établi chaque année par Reporters sans frontières situe le Sénégal au 65e rang sur 180 pays. Malgré un paysage médiatique pluraliste, certains sujets – telle la corruption – restent tabous.

### Radio
- Conseil national de régulation de l'audiovisuel
- Radio au Sénégal

### Télévision
- Télévision au Sénégal

### Internet (.sn)
- Internet au Sénégal
- Blogueurs par nationalité
- Presse en ligne[15],[16],[17]

### Téléphone
- Téléphone au Sénégal[18]

## Littérature
- Écrivains réputés : Léopold Sédar Senghor - Alioune Badara Coulibaly -  Ken Bugul - Aïssatou Cissé - Cheikh Anta Diop - Fatou Diome - Aïssatou Diamanka-Besland - Tidiane N'Diaye - Boubacar Boris Diop - Aminata Maïga Ka - Cheikh Hamidou Kane - Ousmane Sembène - Abdoulaye Sadji - Aminata Sow Fall - Tafsir Ndické Dièye - Amadou Lamine Sall - Sokhna Benga- Nafissatou Dia Diouf - Hamidou Dia Mariama Ba
- Bibliothèque nationale du Sénégal
- Archives nationales du Sénégal (1913)

## Mode
Parmi les acteurs qui se consacre à la création de mode au Sénégal citons :

- Cheikha Sigil, styliste créateur de la marque SIGIL (« relève la tête » en wolof)
- Oumou Sy, costumière, styliste
- Collé Ardo Sow, créatrice de mode
- Claire Kane, créatrice de mode
- Mame Fagueye Bâ, styliste et costumière
- Denis Devaed
- Siga Senghor
- Cheikh Diallo
- Aïssa Dione, arts textiles

## Arts visuels
- Arts visuels, Arts plastiques, Art brut, Art urbain
- Art africain traditionnel, Art contemporain africain
- Artistes par pays
- Présence africaine (1947)
- Congrès des écrivains et artistes noirs (1956)
- Institut fondamental d'Afrique noire (1966)
- Festival mondial des arts nègres (1966)
- École de Dakar (art) (1960-1988)
- Biennale de Dakar (Dak'art, 1990-)
- Village des Arts de Dakar (1998)
- Artistes sénégalais

### Architecture
- Pierre Goudiaby Atepa

### Arts plastiques
- Peinture sous verre (souweres ou fixés) : Sea Diallo - Anta Germaine Gaye
- Tableaux de sable
- Peinture : Kalidou Kasse - Iba N'Diaye - Cheikhou Bâ - Fodé Camara - Amadou Camara Guèye - Soly Cissé - Alpha Walid Diallo - Katta Diallo - Viyé Diba - Bocar Pathé Diong - Théodore Diouf - Ndoye Douts - Mor Faye - Ousmane Faye - Ibrahima Kébé - Souleymane Keita - Ismaïla Manga - Amadou Makhtar Mbaye - Kré Mbaye - Iba N'Diaye - Serigne Ndiaye - Modou Niang - Piniang - Amadou Seck - Diatta Seck - El Hadj Sy - Amadou Kane Sy, Chérif Thiam - Zeinixx - Ibou Diouf - Saliou Démanguy Diouf - Robert Birama Emile Diop - Amadou Sow - Momar Sakho Wagané - Seydou Bary - Seyni Camara - Abdoulaye Ndoye - Mouhamadou Ndoye - Khalifa Guèye - Héry Camara - Abdoulaye Ndiaye Cossann - Amadou Bâ -Kazi Salhab
- Sculpture : Ousmane Sow - Mame Sidy Guèye - Ali Traoré - Babacar Traoré - Ousmane Guèye - Djibril Ndiaye - Seyni Awa Camara - Moustapha Dimé - Cheikh Diouf - Ndary Lô - Mansour Ciss - Djibril André Diop - Gabriel Kemzo Malou - Mamadou Seydi
  - Masques semainiers
  - Artisanat diola
- Gravure : Gabriel Kemzo Malou (1967-)
- Tapisserie : Manufactures sénégalaises des arts décoratifs - Kalidou Kasse
- Récup'art : Henri Sagna - Moussa Sakho - Bandia Camara - Mbaye Xaly Sène
- Design : Ousmane Mbaye Nicola Cissé - Babacar Traoré-

### Photographie
- Les précurseurs : Mama Casset - Salla Casset - Meïssa Gaye - Mix Gueye - Adama Sylla - Alioune Diouf - Doro Sy - Doudou Diop - Oumar Ly
- Les contemporains : Mamadou Gomis- Mamadou Touré Behan- Ousmane Ndiaye Dago(Baye Adama GUEYE)
- Photographes sénégalais

## Arts du spectacle
- Spectacle vivant, Performance, Art sonore

### Musique(s)
- Catégorie:Musique par pays, Musique improvisée, Improvisation musicale
- Musique sénégalaise, Musiques sénégalaises
- hymne national
- mbalax
- Instruments : Djembé - Balafon - Kora - Xalam - Hoddu
- Artistes : Youssou N'Dour - Cheikh Lô - Ismaël Lô - Fatou Guewel - Pape Diouf - Assane Ndiaye - Didier Awadi - Malal Almamy Tall - Makkan J - Touré Kunda - Aby Ndour - Abou Guite Seck - Baaba Maal - Ndiaga Mbaye - Omar Pène - Coumba Gawlo Seck - Viviane Ndour - Wasis Diop - Idrissa Diop - Mansour Seck - Thione Seck - Ali Boulo Santo - Ibaaku[19]
- Groupes : Daara J - Positive Black Soul - Ngueweul Rythme
- Événements : Festival international de Jazz de Saint-Louis - Africa Live
- Master drummer (en)

### Danse
- Mbalax
- Sabar
- Leumbeul (variante du sabar)
- Festival de danse Kaay Fecc, tous les deux ans (2007)
- Germaine Acogny
- Princesa de África, film documentaire

La Compagnie les gueules tapées pionnière de compagnie privée

### Théâtre
- Théâtre national Daniel Sorano

La Compagnie les gueules tapées, pionnier de compagnie privée
Alioune Oumy Diop : Le théâtre traditionnel au Sénégal, 1990
Sylvie Ndomé Ngilla fait un diagnostic positif pour tout le théâtre africain francophone dans son ouvrage Nouvelles dramaturgies africaines francophones du chaos (2014).

### Cinéma
- Réalisateurs sénégalais, Réalisatrices sénégalaises
- Acteurs sénégalais, Actrices sénégalaises
- Scénaristes sénégalais, Producteurs sénégalais
- Moussa Sène Absa- Tidiane Aw - Ben Diogaye Beye - Clarence Thomas Delgado - Ahmadou Diallo - Djibril Diop Mambéty - Moustapha Ndoye - Joseph Gaï Ramaka - Ababacar Samb Makharam - Thierno Faty Sow - Ousmane Sembène - Blaise Senghor - As Thiam - Momar Thiam - Moussa Touré - Mahama Johnson Traoré - Paulin Soumanou Vieyra - Mansour Sora Wade

### Autres: marionnettes, mime, pantomime, prestidigitation
- Formes mineures des arts de scène
- Arts de la rue, Arts forains, Cirque,Théâtre de rue, Spectacle de rue,
- Marionnette, Arts pluridisciplinaires, Performance (art)…
- Arts de la marionnette au Sénégal sur le site de l'Union internationale de la marionnette

### Autres: vidéo, numérique
- Vidéo, Jeux vidéo, Art numérique, Art interactif
- Réseau africain des promoteurs et entrepreneurs culturels (RAPEC), ONG
- Société africaine de culture, association (SAC, 1956), devenue Communauté africaine de culture (CAC)
- Congrès des écrivains et artistes noirs (1956)
- Festival mondial des arts nègres (1966, 2010)
- Confréries de chasseurs en Afrique

## Événements culturels
- Festival mondial des Arts nègres
- Biennale de Dakar
- Festival international de Jazz de Saint-Louis
- Gala de Reconnaissance

## Tourisme
- Tourisme au Sénégal
- Attractions touristiques au Sénégal
- Conseils aux voyageurs pour le Sénégal :
  - France Diplomatie.gouv.fr
  - Canada international.gc.ca
  - CG Suisse eda.admin.ch
  - USA US travel.state.gov

## Patrimoine

### Musées
- Musée Théodore-Monod d'art africain (IFAN)
- Musée historique du Sénégal à Gorée (IFAN)
- Musée de la Mer (Gorée)
- Musée de la Femme Henriette-Bathily
- Maison des Esclaves
- Musée du Centre de recherches et de documentation du Sénégal à Saint-Louis
- Musée des civilisations noires[22]
- Musée régional de Thiès
- Musée Léopold Sédar Senghor à Dakar
- Liste de musées au Sénégal (en), liste des musées au Sénégal

### Institutions

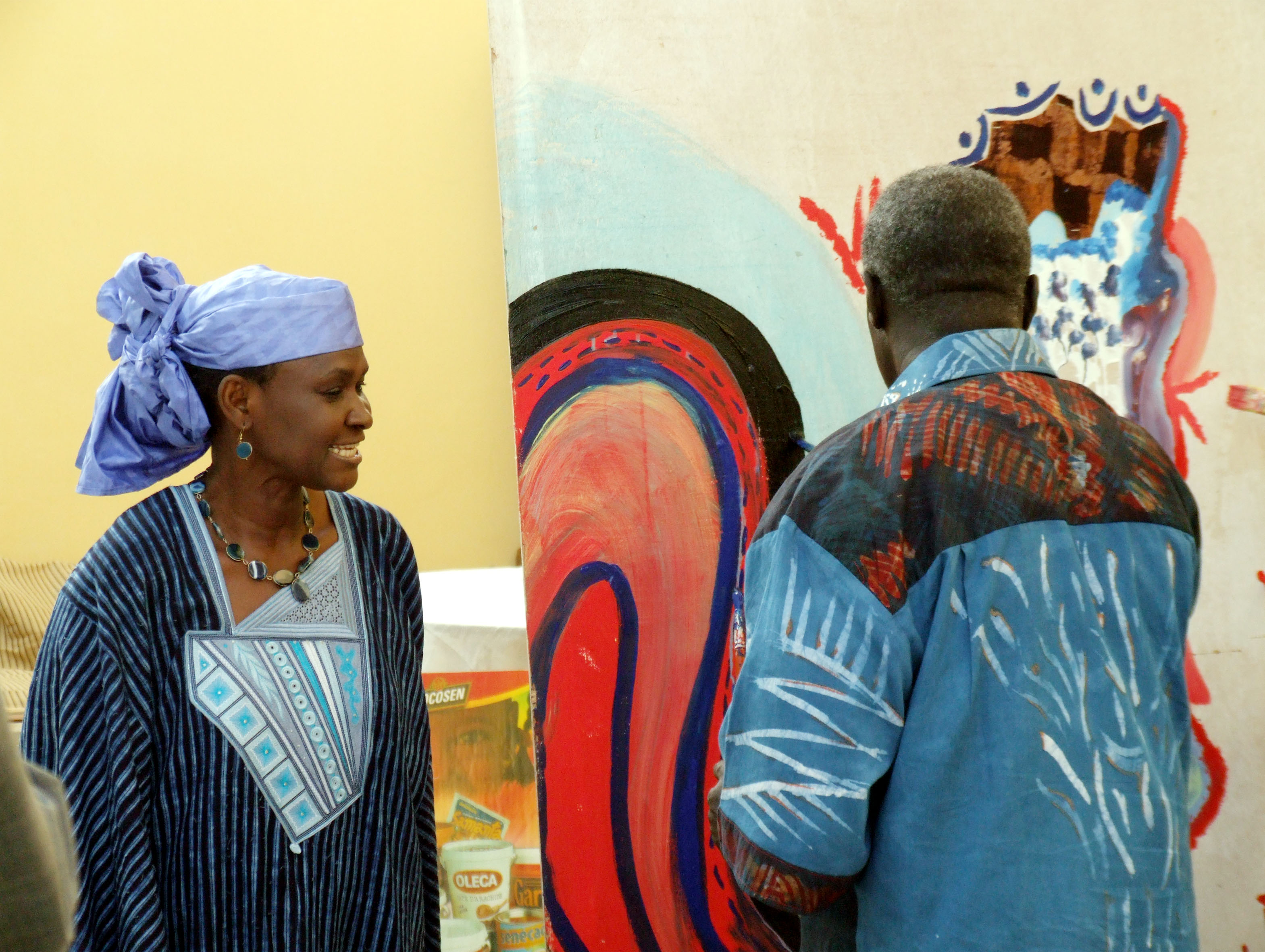
La mécène et l’artiste (Biennale de Dakar, 2006)

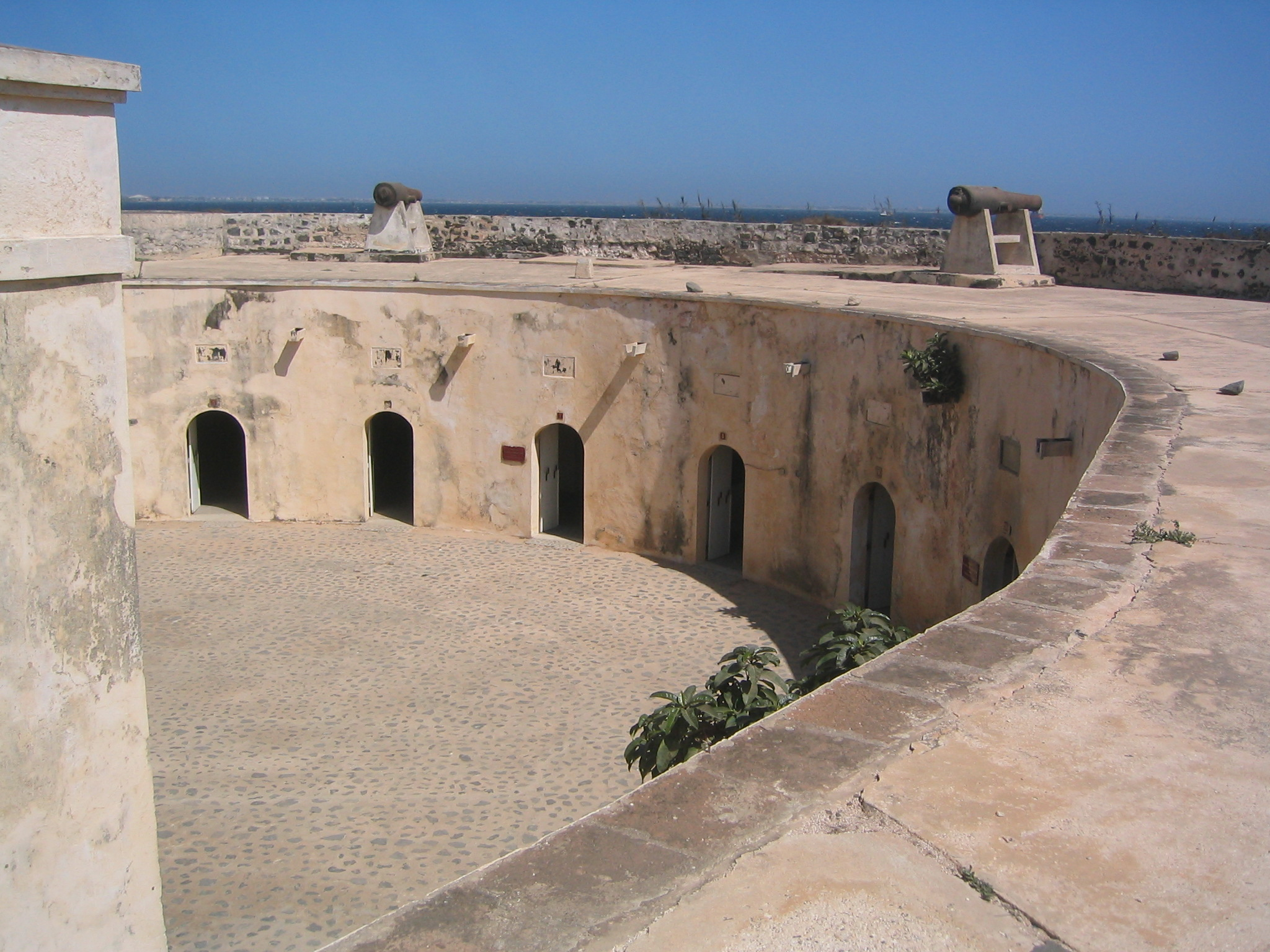
Musée historique du Sénégal à Gorée

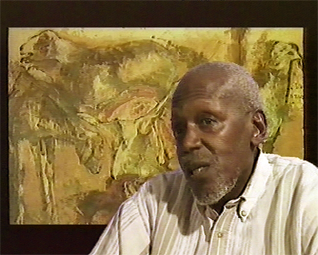
Le plasticien Iba N'Diaye, disparu en 2008

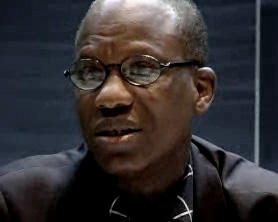
Le poète Amadou Lamine Sall

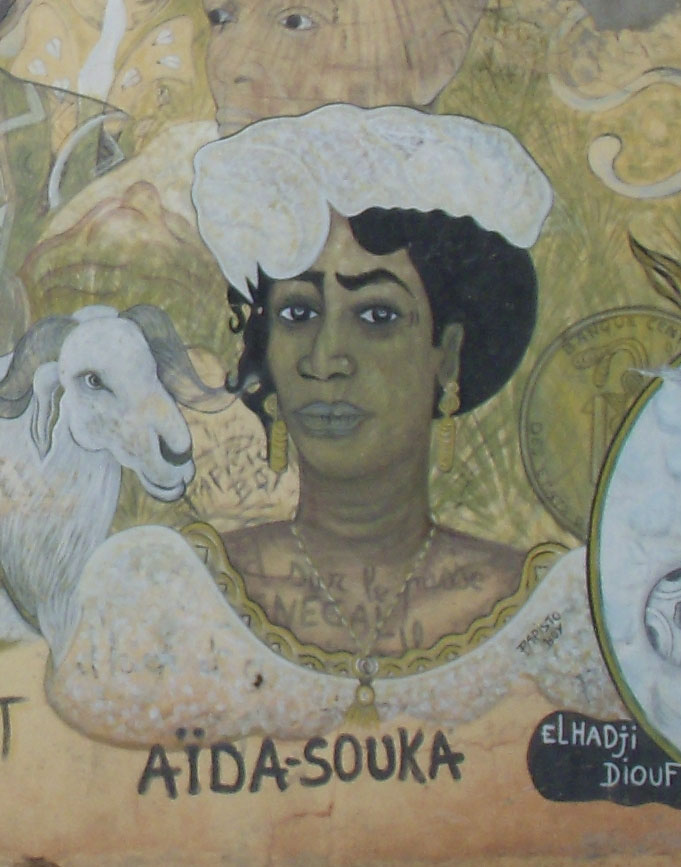
Aïda Souka, héroïne d’un film de Mansour Sora Wade

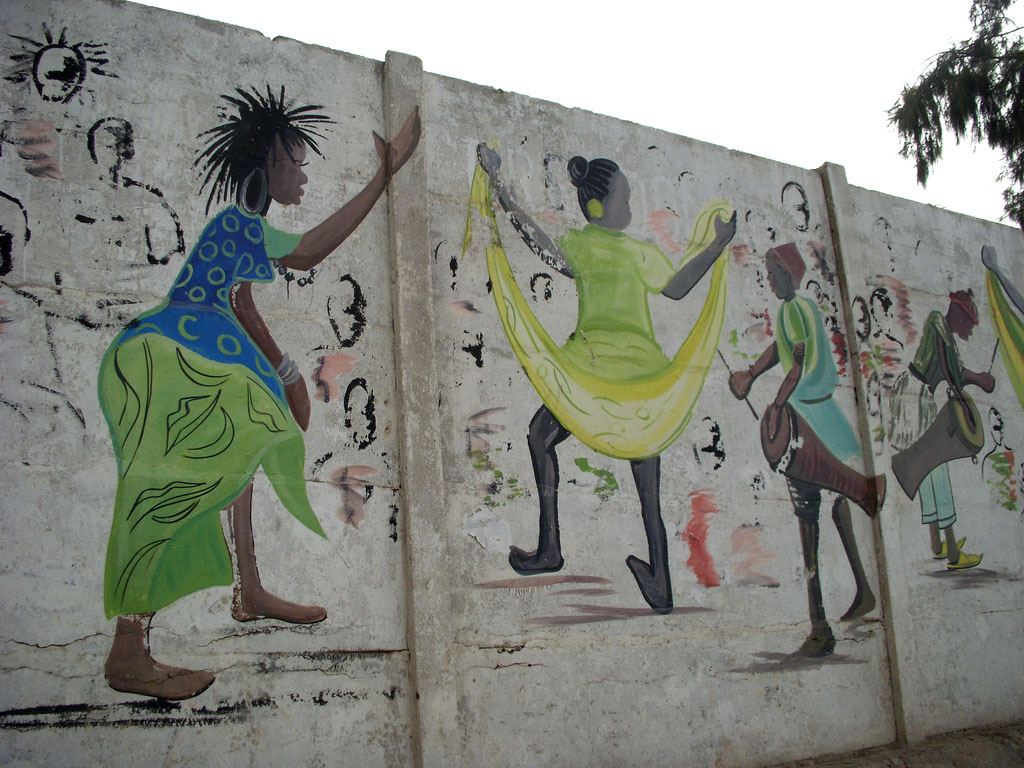
Célébration de la danse sur un mur de la capitale

- Institut français Léopold Sédar Senghor
- Institut culturel et linguistique Jean-Mermoz
- Institut fondamental d'Afrique noire
- Archives nationales du Sénégal
- Université des Mutants
- Centre culturel Blaise Senghor

### Liste du Patrimoine mondial
Le programme Patrimoine mondial (UNESCO, 1971) a inscrit dans sa liste du Patrimoine mondial (au 12 janvier 2016) : Liste du patrimoine mondial au Sénégal.

### Liste représentative du patrimoine culturel immatériel de l’humanité
Le programme Patrimoine culturel immatériel (UNESCO, 2003) a inscrit dans sa liste représentative du patrimoine culturel immatériel de l’humanité (au 15 janvier 2016) :
- 2008 : Le Kankurang, rite d’initiation mandingue[23].
- 2013 : Le xooy, une cérémonie divinatoire chez les Serer du Sénégal[24].

### Registre international Mémoire du monde
Le programme Mémoire du monde (UNESCO, 1992) a inscrit dans son registre international Mémoire du monde (au 15 janvier 2016) :
- 1997 : Fonds de l'Afrique occidentale française (A.O.F.). 1895-1959[25].
- 2015 : Cahiers de l’École William Ponty[26].
- 2015 : Collection de cartes postales anciennes de l’Afrique Occidentale Française[27].

### Filmographie
- Films d'étudiants (Le prix du sang ; Inch'Allah. S'il plaît à Dieu ?  ; Un peuple, un bus, une foi), vol. 2, réalisés par Anne Elisabeth Ngo Minka, Abbas Thior et Simplice Ganou, Doc net films, Lussas, ADAV, Paris, 2014, 1 h 36 min (DVD) (Master 2 réalisation documentaire de création, Université Gaston Berger, Saint-Louis du Sénégal)